# Joshua Wong
Joshua Wong Chi-fung (kinesiska: 黃之鋒), född 13 oktober 1996 är en studentaktivist från Hongkong. Då han var 14 år grundade han studentaktivistgruppen Scholarism. Året därpå ledde han en offentlig kamp mot Leung Chun-yings plan för att introducera "nationell utbildning". Detta eftersom materialet enligt kritiker inte är neutralt, utan tvärtom patriotiska skrifter som favoriserar Kinas kommunistparti. Vid 17 års ålder var han en av de ledande aktivisterna under Protesterna i Hongkong 2014, där 10 000-tals människor fyllde gatorna. Under dessa demonstrationer greps han av polisen. Joshua Wong ledde partiet Demosisto 
I augusti 2017 hotades Wong av ett sex månader långt fängelsestraff för sitt deltagande i protesterna 2014. Domen mot Wong (samt Nathan Law och Alex Chow) satte igång stora protester i Hongkong. De protesterande förde fram kritik mot att de rättsvårdande myndigheterna i Hongkong skulle ha låtit sig påverkas av politiska krafter. Wong och de andra aktivisterna avtjänade två månaders fängelse innan de överklagade domen i november och i februari 2018 meddelade Hongkongs högsta domstol att domarna mot aktivisterna dras tillbaka.
I augusti 2019 greps Wong, misstänkt för att ha organiserat en demonstration den 21 juni, som en del av demonstrationerna i Hongkong 2019. Han skulle ha ställt upp i valet till Hongkongs parlament i september 2020 men fick beskedet att han var förbjuden från att kandidera. Valet sköts upp till 2021 på grund av covid-19-pandemin. I december 2020 dömdes Joshua Wong, Agnes Chow och Ivan Lam för att ha organiserat demonstrationer under protesterna i Hongkong 2019, där Wong döms till 13 månaders fängelsestraff. I maj 2021 förlängs Wongs fängelsestraff med tio månader för att han den 4 juni deltog i en minnesceremoni för att hedra offren för massakern på Himmelska fridens torg 1989. Kinesiska myndigheter har använt corona-pandemin som ett svepskäl för att förbjuda ceremonier till minne av massakern, framför allt i Hongkong där sådana ceremonier tidigare har varit möjliga att genomföra. Sedan införandet av säkerhetslagen i Hongkong har det dock blivit svårare för demokratiaktivister att hålla demonstrationer och straffen har skärpts. 